# Thân vương quốc Sông Hutt
Thân vương quốc Sông Hutt (tiếng Anh: Principality of Hutt River), thường được gọi bằng tên cũ, Tỉnh Sông Hutt (Hutt River Province), là một vi quốc gia ở Úc. Thân vương quốc tuyên bố là một quốc gia độc lập có chủ quyền giáp với Thịnh vượng chung Úc, được thành lập vào ngày 21 tháng 4 năm 1970. Nó bị giải thể vào ngày 3 tháng 8 năm 2020.
Thân vương quốc nằm cách Perth 517 km (354 dặm) về phía Bắc, gần thị trấn Northampton ở bang Tây Úc. Nó có diện tích 75 km2 (29 dặm vuông), lớn hơn một số quốc gia được công nhận. Nó không được Chính phủ Úc cũng như bất kỳ chính phủ quốc gia nào khác công nhận là một quốc gia, và Tòa án Tối cao Úc và Tòa án Tối cao Tây Úc đã từ chối các đệ trình lập luận rằng nó không tuân theo luật pháp Úc.
Thân vương quốc là một điểm thu hút khách du lịch trong khu vực cho đến khi tuyên bố đóng cửa đối với khách du lịch sau ngày 31 tháng 1 năm 2020. Nó phát hành tiền tệ, tem và hộ chiếu của riêng mình (không được chính phủ Úc hoặc bất kỳ chính phủ nào khác công nhận). Vi quốc gia này được thành lập vào ngày 21 tháng 4 năm 1970 khi Leonard Casley tuyên bố trang trại của mình là một quốc gia độc lập, Tỉnh Sông Hutt. Ông ta đã cố gắng ly khai khỏi Úc vì tranh chấp liên quan đến hạn ngạch sản xuất lúa mì. Vài năm sau, Casley bắt đầu tự phong mình là "Thân vương Leonard" và phong tước hiệu hoàng gia cho các thành viên trong gia đình, mặc dù ông không đưa từ "Thân vương quốc" vào tên chính thức cho đến năm 2006.
Vào tháng 2 năm 2017, ở tuổi 91 và sau 45 năm trị vì, Casley thoái vị nhường ngôi cho con trai út, Thân vương Graeme.[9] Cựu Thân vương Leonard qua đời vào ngày 13 tháng 2 năm 2019.
Vào tháng 12 năm 2019, Thân vương quốc đã thông báo rằng họ sẽ đóng cửa biên giới và ngừng các dịch vụ chính phủ bên ngoài kể từ ngày 31 tháng 1 năm 2020, cho đến khi có thông báo mới. Vào ngày 3 tháng 8 năm 2020, Thân vương quốc chính thức bị giải thể.

## Lịch sử

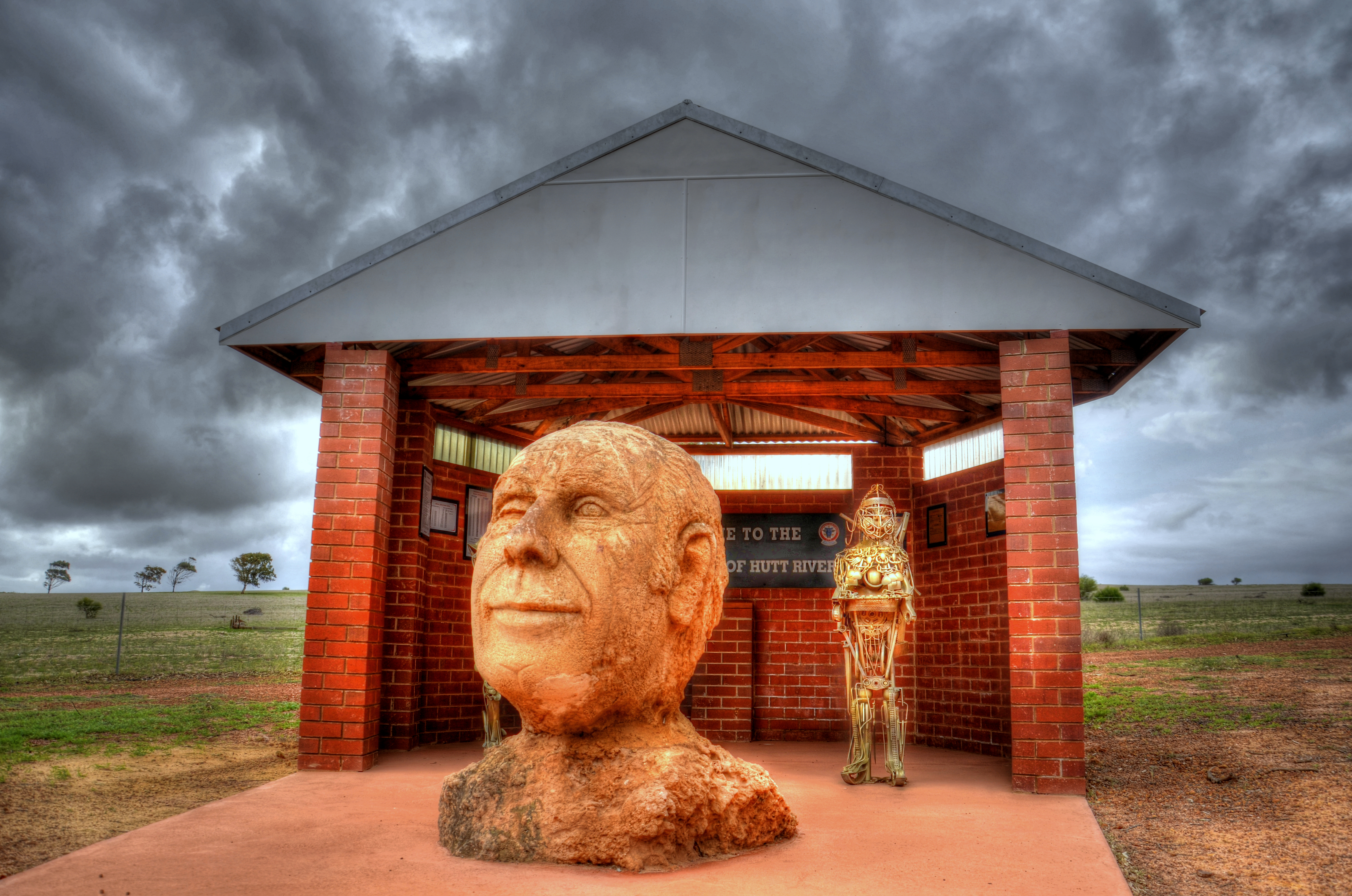
Leonard Casley bust

Leonard Casley (28 tháng 8 năm 1925 – 13 tháng 2 năm 2019) tuyên bố Thân vương quốc là một tỉnh độc lập vào năm 1970 để đáp lại tranh chấp với chính phủ Tây Úc về điều mà gia đình Casley coi là hạn ngạch sản xuất lúa mì hà khắc. Trang trại Casley có khoảng 4.000 ha (9.900 mẫu Anh) lúa mì sẵn sàng thu hoạch khi hạn ngạch được ban hành, điều này cho phép Casley chỉ bán 1.647 giạ hoặc khoảng 40 ha (99 mẫu Anh). Ban đầu, năm gia đình sở hữu trang trại ở Hutt River đã liên kết với nhau để chống lại hạn ngạch, và Casley đã gửi đơn phản đối lên Thống đốc Tây Úc là Douglas Kendrew. Thống đốc đã không hỗ trợ.
Hai tuần sau, Casley tuyên bố chính phủ đã đưa ra một dự luật trước Quốc hội để "nối lại" đất đai của ông và các gia đình khác theo luật mua lại bắt buộc. Tại thời điểm này, Casley tuyên bố rằng luật pháp quốc tế cho phép họ ly khai và tuyên bố độc lập khỏi Thịnh vượng chung Úc. Casley nói rằng ông vẫn trung thành với Nữ vương Elizabeth II.
Vào khoảng thời gian này, Thân vương Leonard tuyên bố rằng trong một lần trao đổi thư từ với văn phòng Toàn quyền, Casley trong một lần vô tình được gọi là "Quản lý của tỉnh sông Hutt". Casley tuyên bố rằng điều này cấu thành sự công nhận ràng buộc về mặt pháp lý đối với Thân vương quốc.
Ngay sau đó, Leonard Casley tự phong mình là "Thân vương Leonard I xứ Hutt". Casley làm điều này vì anh ta tin rằng nó sẽ cho phép anh ta lợi dụng Đạo luật phản quốc 1495 của Vương quốc Anh, quy định rằng vị vua trên thực tế của một quốc gia không thể phạm tội phản quốc liên quan đến bất kỳ hành động nào chống lại vị vua hợp pháp và bất kỳ ai can thiệp với nhiệm vụ của quốc vương đó có thể bị buộc tội phản quốc.
Thân vương Leonard nói rằng ông tiếp tục bán lúa mì của mình bất chấp hạn ngạch. Casley tin rằng theo luật Úc, chính phủ liên bang có hai năm để đáp lại tuyên bố chủ quyền của Casley. Casley nói rằng việc không trả lời đã mang lại cho tỉnh "quyền tự trị trên thực tế" vào ngày 21 tháng 4 năm 1972, nhưng chính phủ Tây Úc vẫn có thể phản đối việc ly khai.

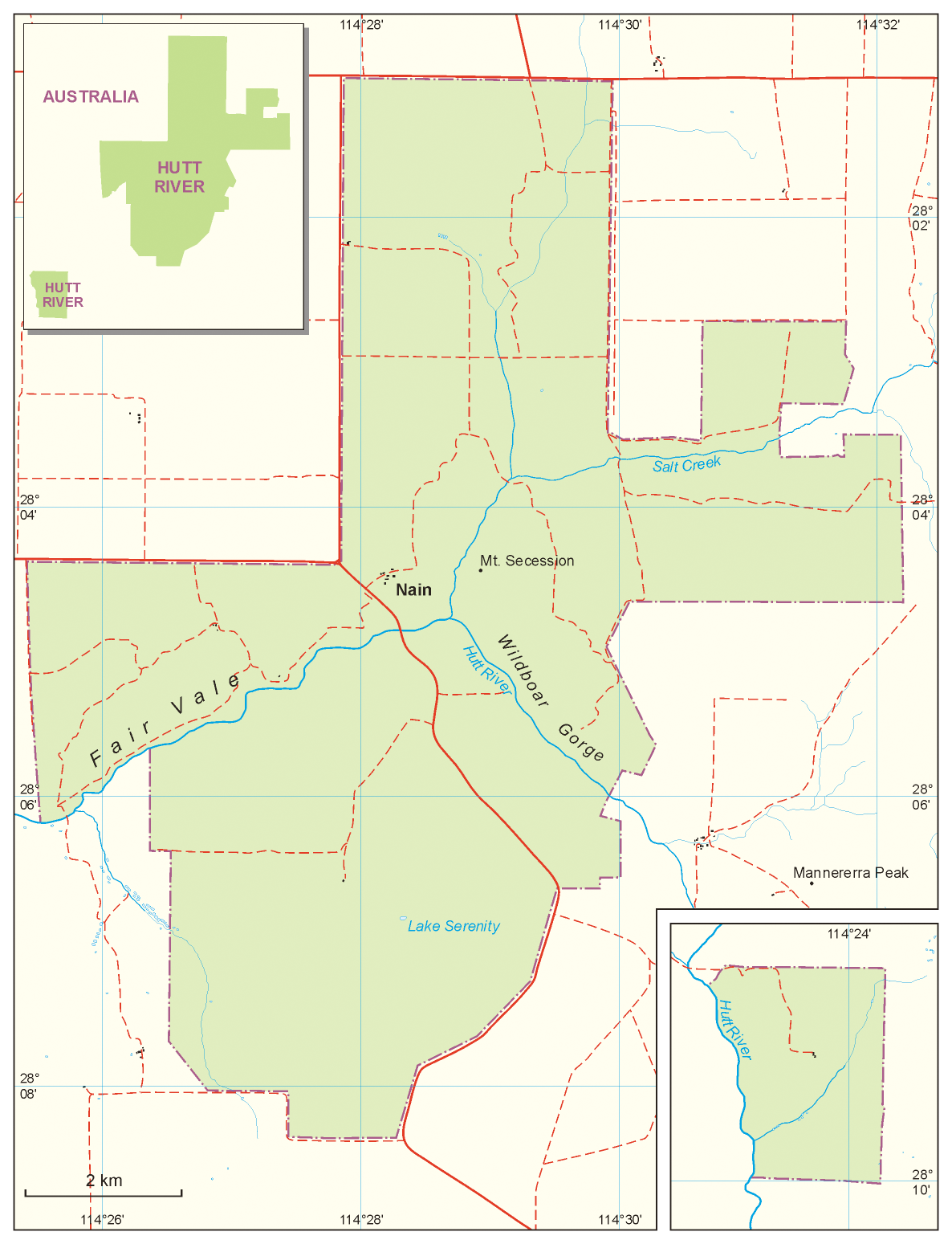
Thân vương quốc Sông Hutt

Vào ngày 15 tháng 2 năm 1977, bất chấp những tuyên bố chủ quyền của Thân vương Leonard, ông đã bị truy tố thành công vì không tuân thủ các yêu cầu cung cấp cho Văn phòng Thuế vụ Úc (ATO) các tài liệu cần thiết.
Vào ngày 2 tháng 12 năm 1977, Thân vương quốc tuyên chiến với Úc. Thân vương Leonard đã thông báo cho chính quyền về việc chấm dứt chiến sự vài ngày sau đó. Có thể không phải ngẫu nhiên mà lời tuyên chiến này được đưa ra chỉ vài tháng sau phán quyết của tòa án trong đó Casley bị phạt vì không cung cấp cho ATO một số tài liệu. Tình trạng chiến tranh ngắn hạn giữa Thân vương quốc và Úc là một kế hoạch theo đó mục đích của Thân vương là lập luận rằng, theo Công ước Hiệp ước Geneva ngày 12 tháng 8 năm 1949, một chính phủ nên thể hiện sự tôn trọng đầy đủ đối với một quốc gia bất bại trong tình trạng chiến tranh.

### Sources
- "Mini-states Down Under are sure they can secede" by Nick Squires, The Daily Telegraph, 24 February 2005
- "If at first you don't secede..." by Mark Dapin, The Sydney Morning Herald, 12 February 2005, pp. 47–50
- "Unusual World Coins", by Colin R. Bruce, Krause Publications, 2005, ISBN 0-87349-793-7, p. 240
- This 46-year-old Australian micronation has finally been recognised by Buckingham Palace Lưu trữ ngày 8 tháng 12 năm 2021 tại Wayback Machine